# 74.ª División (Ejército franquista)
La 74.ª División fue una División del Ejército franquista que combatió en la Guerra Civil Española. Conocida popularmente por el apodo de «La Leona», la división llegó a operar en los frentes de Extremadura y el Ebro.

## Historial
La unidad fue creada entre abril y mayo de 1937, a partir de las fuerzas de la antigua División reforzada de Madrid. A finales de mayo recibió su numeración definitiva. Inicialmente el mando de la unidad recayó en el general Anatolio de la Fuente, que más adelante sería sustituido por el coronel Pablo Arias Jiménez.
En noviembre de 1937 la unidad pasó a formar parte del «Grupo de divisiones de Soria», junto a la 75.ª División. Fue desplegada en el sector de Guadalajara en vistas de su participación en la prevista ofensiva sobre Madrid, que terminaría siendo cancelada por el inicio de la batalla de Teruel. A comienzos de 1938 cedió el 291.º Batallón de Las Palmas, recibiendo a cambio al Tercio de Montserrat. Durante los siguientes meses la 74.ª División permaneció en posiciones defensivas.
En julio de 1938, integrada en la «Agrupación Norte» del general Andrés Saliquet, participó en la ofensiva franquista para el cierre de la Bolsa de Mérida. La ofensiva comenzó el 20 de julio y en apenas unas jornadas las fuerzas franquistas lograron cercar —y destruir— a numerosas fuerzas republicanas del Ejército de Extremadura.
Tras el comienzo de la batalla del Ebro la 74.ª División fue enviada como refuerzo al nuevo frente de batalla. En agosto pasó a formar parte del Cuerpo de Ejército del Maestrazgo. Durante estas fechas la división tomó parte en numerosos contraataques; el Tercio de Montserrat se destacó como punta de lanza de la división, especialmente durante el fallido asalto a la posición «Targa». Sin embargo, los contraataques de la división sólo produjeron pequeños avances y siempre a costa de un elevado número de bajas. A finales de octubre, de cara a la última contraofensiva, la unidad cedió temporalmente toda su artillería a la 1.ª División de Navarra. Durante los combates del Ebro la división tuvo unas bajas reconocidas de 1.635 muertos y 1.064 prisioneros.
Tras su regreso al frente del centro, entre enero y febrero de 1939 tomó parte en la batalla de Peñarroya, resistiendo los ataques de la 38.ª División republicana. Posteriormente la unidad fue asignada al Cuerpo de Ejército de Toledo, participando en la llamada «ofensiva de la Victoria». Tras el final de la guerra la unidad sería disuelta.